# Galatina
Galatina és un municipi italià, situat a la regió de la Pulla i a la província de Lecce. El novembre de 2022 tenia 25.750 habitants.
És d'origen molt antic i la població ha mantingut durant molt de temps el dialecte grec.

## Fills il·lustres
- Giuseppe Lillo (1814-1863) compositor dramàtic.[4]